# Скот Кели
Скот Джозеф Кели (на английски: Scott Joseph Kelly) е американски тест пилот и астронавт от НАСА, участник в три космически полета и дълговременен престой в космоса по време на Експедиция 26 на МКС.

## Образование
Скот Кели завършва колежа Mountain High School в родния си град през 1982 г. През 1987 г. получава бакалавърска степен по електроинженерство от Щатския университет на Ню Йорк. През 1996 г. става магистър по авиационни системи от университета на Тенеси.

## Военна кариера
Скот Кели започва активната си военна служба през май 1987 г. Става пилот на F-14 Томкет през юли 1989 г. и е зачислен в бойна ескадрила 143 (VF-143) на самолетоносача USS Dwight D. Eisenhower (CVN-69). Завършва школа за тест пилоти в Мериленд през юни 1994 г. Остава на служба в школата като инструктор на F-14 Томкет и F-18 Хорнет. В кариерата си има повече от 4000 полетни часа на 30 различни типа самолети и 250 кацания на палубата на самолетоносач.

## Служба в НАСА
На 1 май 1996 г., Скот Дж. Кели е избран за астронавт от НАСА, Астронавтска група №16. Той преминава пълен двегодишен курс на обучение и получава квалификация пилот. Взема участие в три космически полета.

### Космически полети
| Космически полети на Скот Джозеф Кели                    | Космически полети на Скот Джозеф Кели | Космически полети на Скот Джозеф Кели | Космически полети на Скот Джозеф Кели | Космически полети на Скот Джозеф Кели      | Космически полети на Скот Джозеф Кели  | Космически полети на Скот Джозеф Кели |
| №                                                        | Дата                                  | КК                                    | Емблема на мисията                    | Функции                                    | Продължителност                        |                                       |
| -------------------------------------------------------- | ------------------------------------- | ------------------------------------- | ------------------------------------- | ------------------------------------------ | -------------------------------------- | ------------------------------------- |
| 1                                                        | 19 декември 1999                      | „Дискавъри“, мисия STS-103            |                                       | Пилот                                      | 7 денонощия 23 часа 11 минути 34 сек.  |                                       |
| 2                                                        | 8 август 2007                         | „Индевър“, мисия STS-118              |                                       | Командир                                   | 12 денонощия 17 часа 55 минути 34 сек. |                                       |
| 3                                                        | 7 октомври 2010                       | „Союз ТМА-01М“, Експедиция 26 на МКС  |                                       | Бордови инженер, Командир на Експедиция 26 | 159 денонощия 08 часа 44 минути        |                                       |
| Сумарно време в космоса – 180 денонощия 01 час 51 минути |                                       |                                       |                                       |                                            |                                        |                                       |

## Награди
- Медал за отлична служба;
- Летателен кръст;
- Медал за похвала на USN;
- Медал за постижения на USN;
- Почетен знак към медала за похвала на USN;
- Медал за служба в националната отбрана;
- Медал за участие в бойните действия в Югозападна Азия;
- Медал за военноморска служба;
- Медал за освобождението на Саудитска Арабия;
- Медал за освобождението на Кувейт;
- Медал на НАСА за изключителна служба;
- Медал на НАСА за изключителни заслуги;
- Медал на НАСА за изключително лидерство;
- Медал на НАСА за участие в космически полет (3);
- Медал за заслуги в изследването на космоса (Русия).